# Hugo I de Ampurias
Hugo I de Ampurias (v 965-1040), conde de Ampurias (991-1040)
Hijo de Gausfredo I conde de Ampurias y del Rosellón y de su primera mujer Ava Guisla de Roergue.
En el  testamento de su padre, fechado en 969, se dispuso que Hugo recibiría el condado de Ampurias, y que su hermano Guislaberto heredaría el condado de Rosellón, iniciándose  una dinastía privativa para cada uno de ellos.
Al morir Guislaberto en 1014, Hugo intentó la reunificación de ambos condados invadiendo  el condado de su hermano, pero su sobrino Gausfredo II de Rosellón obtuvo la ayuda de Bernardo I de Besalú y la del abad Oliva, y llegaron a un acuerdo pacífico hacia el año 1020.
Tuvo grandes problemas para entenderse con sus vecinos; la condesa viuda de Barcelona  Ermesenda de Carcasona reclamó para ella  el alodio de Ullastret que había sido vendido por su marido Ramón Borrell y que Hugo había invadido. En una asamblea judicial reunida en Gerona y presidida por el abad Oliva y por Bernando de Besalú se acordó la devolución del alodio en 1019. Asimismo se enemistó con la iglesia por la posesión del monasterio de San Salvador de Verdera.
De  su matrimonio con Guisla de Besiers tuvo tres hijos y dos hijas:
- Guislabert de Ampurias

- Ponce I de Ampurias (v 990-1078) conde de Ampurias

- Ramón de Ampurias, obispo de Elne

- Dos hijas de las que se desconoce el nombre

| Predecesor: Gausfredo I | Conde de Ampurias 991-1040 | Sucesor: Ponce I |

- Datos: Q2072026